# Suavitel
Suavitel es un suavizante de telas que se vende en tiendas departamentales en más de 200 países. Lo fabrica Colgate-Palmolive.
Sus ingredientes son: agua, suavizante catiónico, perfume, emulsificante, agentes de viscosidad, pH acondicionador de telas, secuestrante, agente antiespuma y colorante.

## Historia

### México
En la década de 1970, Colgate-Palmolive México vive uno de sus momentos más importantes, cuando el fenómeno económico conocido como el «Milagro Mexicano» influye en el crecimiento de la economía.Por lo que al interior de la empresa surgen nuevas ramas productivas, se introducen las bolsas de polietileno para los detergentes y se aplica la más alta tecnología de ese momento para la producción.
Se vive una etapa de diversificación, por lo que la empresa lanza al mercado limpiadores líquidos, cremas para el cuidado de la piel, el primer champú para ropa delicada y el primer suavizante para telas en México, conocido como Suavitel.

## Productos
Las variantes de Suavitel son:
| Variante                    | Descripción | Fragancias          |
| --------------------------- | --- | ------------------- |
| Suavitel Regular            | Suavizante de telas con fragancias finas que facilita el planchado y cuida los tejidos de la ropa.                                                             | Fresca Primavera    |
| Suavitel Regular            | Suavizante de telas con fragancias finas que facilita el planchado y cuida los tejidos de la ropa.                                                             | Fresco Aroma de Sol |
| Suavitel Regular            | Suavizante de telas con fragancias finas que facilita el planchado y cuida los tejidos de la ropa.                                                             | Baby                |
| Suavitel Sin enjuague plus  | Suavizante de telas con fragancias finas que facilita el planchado y cuida los tejidos de la ropa con el beneficio adicional de disminuir el tiempo de lavado. | Fresca Primavera    |
| Suavitel Sin enjuague plus  | Suavizante de telas con fragancias finas que facilita el planchado y cuida los tejidos de la ropa con el beneficio adicional de disminuir el tiempo de lavado. | Fresco Aroma de Sol |
| Suavitel Sin enjuague plus  | Suavizante de telas con fragancias finas que facilita el planchado y cuida los tejidos de la ropa con el beneficio adicional de disminuir el tiempo de lavado. | Fresh               |
| Suavitel Sin enjuague plus  | Suavizante de telas con fragancias finas que facilita el planchado y cuida los tejidos de la ropa con el beneficio adicional de disminuir el tiempo de lavado. | Acqua               |
| Suavitel Sin enjuague plus  | Suavizante de telas con fragancias finas que facilita el planchado y cuida los tejidos de la ropa con el beneficio adicional de disminuir el tiempo de lavado. | Bouquet             |
| Suavitel Aroma sensaciones  | Suavizante de telas regular o sin enjuague con fragancias relajantes que facilita el planchado y cuida los tejidos de la ropa.                                 | Sensaciones         |
| Suavitel Aroma sensaciones  | Suavizante de telas regular o sin enjuague con fragancias relajantes que facilita el planchado y cuida los tejidos de la ropa.                                 | Amor                |
| Suavitel Aroma sensaciones  | Suavizante de telas regular o sin enjuague con fragancias relajantes que facilita el planchado y cuida los tejidos de la ropa.                                 | Relax               |
| Suavitel Momentos Mágicos   | Suavizante de telas con fragancias finas de larga duración que facilita el planchado y cuida los tejidos de la ropa.                                           | Abrazo de Sol       |
| Suavitel Momentos Mágicos   | Suavizante de telas con fragancias finas de larga duración que facilita el planchado y cuida los tejidos de la ropa.                                           | Abrazo de Amor      |
| Suavitel Momentos Mágicos   | Suavizante de telas con fragancias finas de larga duración que facilita el planchado y cuida los tejidos de la ropa.                                           | Besos de Flores     |
| Suavitel Adiós al planchado | Suavizante de telas regular o sin enjuague que disminuye las arrugas facilitando el planchado y cuida los tejidos de la ropa.                                  | Fresca Primavera    |
| Suavitel Adiós al planchado | Suavizante de telas regular o sin enjuague que disminuye las arrugas facilitando el planchado y cuida los tejidos de la ropa.                                  | Fresco Aroma de Sol |
| Suavitel Adiós al planchado | Suavizante de telas regular o sin enjuague que disminuye las arrugas facilitando el planchado y cuida los tejidos de la ropa.                                  | Acqua               |